# St. Adelgundis (Arsbeck)

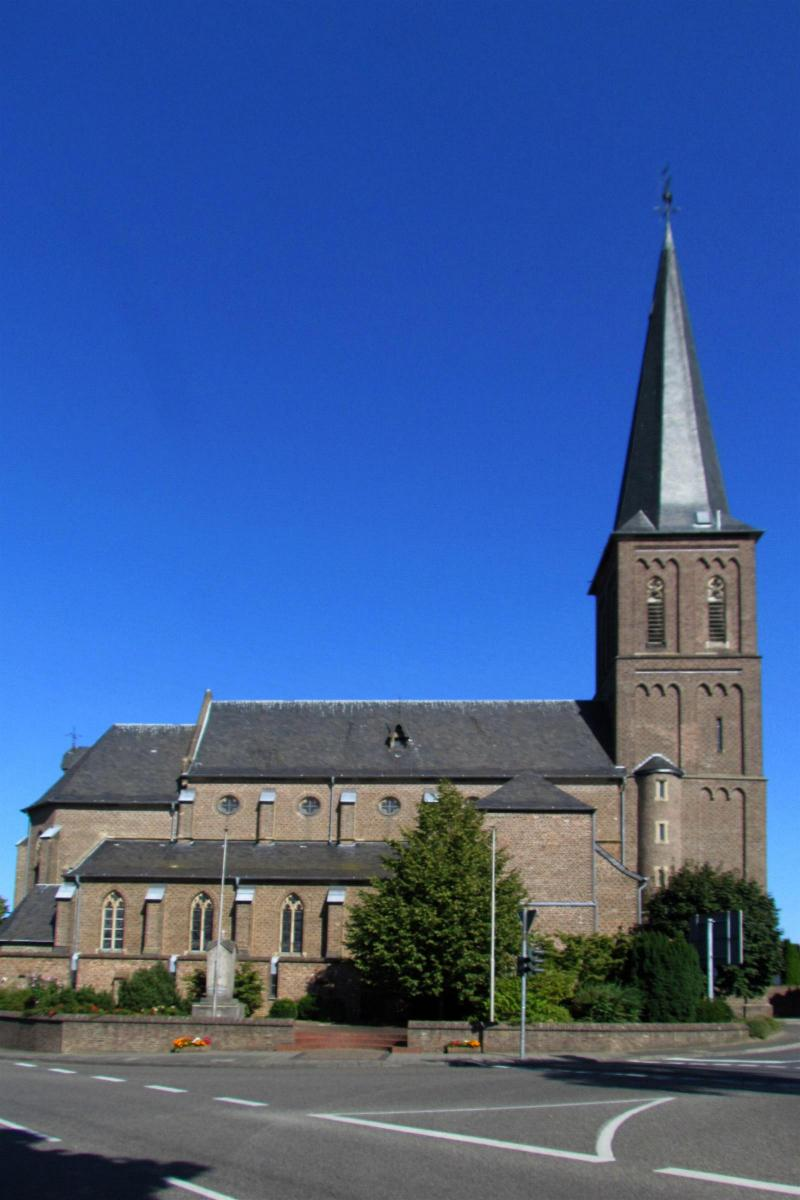
St. Adelgundis in Arsbeck

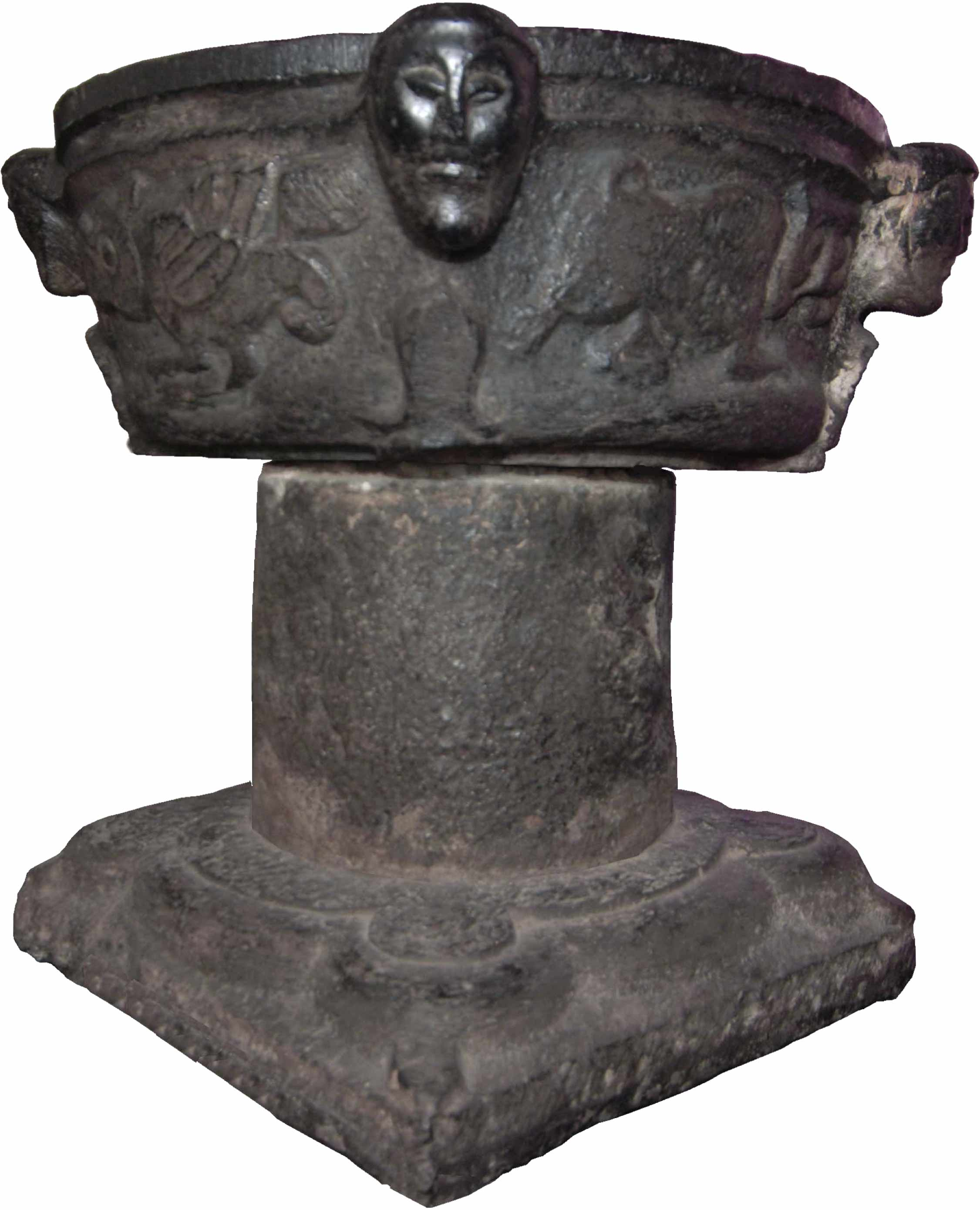
Mittelalterlicher Taufstein St. Adelgundis Arsbeck

St. Adelgundis ist die römisch-katholische Filialkirche des Ortsteils Arsbeck der Stadt Wegberg im Kreis Heinsberg (Nordrhein-Westfalen).
Die Kirche ist unter Nummer 1 in die Liste der Baudenkmäler in Wegberg eingetragen.

## Geschichte
Im 15. Jahrhundert wurde eine Kirche in Arsbeck errichtet. Jedoch hat es bereits früher ein Gotteshaus im Ort gegeben. Diese Kirche war ein Fachwerkbau, der 1723 und 1771 renoviert wurde. Erst 1772 erhielt diese kleine Kirche einen steinernen Glockenturm. Um das Jahr 1794 wurde das Bauwerk bis auf den Glockenturm abgebrochen. Da der Ort somit keine Pfarrkirche mehr besaß, wurde die Kirche des aufgelösten Klosters Dalheim neue Pfarrkirche der Pfarre Arsbeck. 
Nach 1800 wurde auf dem Platz der alten Fachwerkkirche eine neue, steinerne Saalkirche an den Turm angebaut. Dieses Gotteshaus konnte am 22. Dezember 1806 durch Pfarrer Martin Melchers aus Heinsberg benediziert werden. 
Ende des 19. Jahrhunderts wurde die Kirche für die angestiegene Bevölkerungszahl zu klein und der Kirchenvorstand fasste eine Erweiterung ins Auge. Vor 1890 wurde der aus Geilenkirchen stammende Architekt Lambert von Fisenne mit der Planung des Erweiterungsbaus beauftragt. An der Nordseite wurde die Kirche 1891 um eine dreischiffige Basilika im Baustil der Neugotik mit dreiseitig geschlossenem Chor erweitert, wodurch die Nordwand des alten Langhauses entfernt werden musste. An die Südseite der alten Kirche wurde 1897 der neue, viergeschossige Glockenturm ebenfalls in neugotischen Formen angebaut. Der alte Turm wurde auf Höhe des alten Langhauses verkleinert. Somit bildet die alte Kirche eine Art Querschiff.
Seit dem 1. Januar 2013 ist Arsbeck keine eigenständige Pfarrgemeinde mehr. Die Pfarre wurde mit einigen anderen ehemaligen Pfarreien zur Pfarre St. Martin Wegberg fusioniert. Seitdem ist St. Adelgundis eine Filialkirche dieser neuen Großpfarre.

## Ausstattung
Im Innenraum hat sich ein Teil der neugotischen Ausstattung erhalten. Dazu zählen die Kirchenbänke sowie die Beichtstühle und zwei Nebenaltäre. Der Volksaltar stammt aus dem Jahr 1975. 
Im erhaltenen Teil des Vorgängerbaus, heute quasi das Querschiff des Gotteshauses, befindet sich ein mittelalterlicher Taufstein mit Reliefs und 4 Köpfen, außerdem Bodenfliesen mit Namen und Wappenschilden aus der Kirche der Zisterzienserinnenabtei Dalheim („Pollaert“, N. N. (Wappenschilde), N. N. 1709, „Von Efferen“, „Von Obsinnich“, N. N. 1587). Im Altarraum ist eine Glocke aus nämlichen Kloster von 1666.
Erwähnenswert ist auch die Orgel. Sie ist ein Werk der Bonner Firma Johannes Klais Orgelbau aus dem Jahr 1911 (Opus 454). Die Orgel wurde jedoch 1947 durch Willi Busch und 1972 durch die Übach-Palenberger Orgelbaufirma Wilbrand umdisponiert und durch weitere Umbauten stark verändert, so dass nur noch Teile original von 1911 erhalten sind. Heute verfügt das Instrument über 18 Register auf zwei Manuale und Pedal verteilt.
Im Innenraum befinden sich Fenster von Ernst Hoff, die er zwischen 1953 und 1956 schuf, sowie zwei Fenster von Josef Höttges aus dem Jahr 1943. Die Chorfenster schuf Gustav Fünders 1951 und die Sakristeifenster stammen von Pitt van Treeck.

## Glocken
Im Glockenturm befindet sich das einzige Eisengeläut des Kreises Heinsberg. 
| Nr. | Name | Durchmesser (mm) | Masse (kg, ca.) | Schlagton (HT-1/16) | Gießer                    | Gussjahr |
| --- | ---- | ---------------- | --------------- | ------------------- | ------------------------- | -------- |
| 1   | –    | –                | –               | es′                 | Fa. J. F. Weule, Bockenem | 1949     |
| 2   | –    | –                | –               | f′                  | Fa. J. F. Weule, Bockenem | 1949     |
| 3   | –    | –                | –               | g′                  | Fa. J. F. Weule, Bockenem | 1949     |